# Крекінг-установки у Гренджмуті
Крекінг-установки у Гренджмуті — складові частини нафтохімічного майданчика, розташованого в Шотландії на південному березі затоки Ферт-оф-Форт на захід від Единбурга.
Вже у 1950-му на майданчику в Гренджмуті продукувалось 30 тисяч тонн етилену. У 1968-му тут стала до ладу піролізна установка G4, котра на початок 2000-х мала річну потужність по етилену в 270 тисяч тонн (в середині наступного десятиліття цей показник рахувався вже як 320 тисяч тонн). Як сировину вона споживала переважно газовий бензин, хоча могла піддавати піролізу також певні об'єми зріджених вуглеводневих газів.
У 1993-му ввели в дію ще одну установку парового крекінгу, котра отримала назву KG (Kinneil Gas). На той час вже активно велась розробка родовищ Північного моря, продукція яких, зокрема, надходила на термінал Кіннейл (на протилежній від Гренджмута стороні річки Ейвон). Виділені тут етан та пропан згодом використовувались як сировина для KG, котра первісно мала потужність по етилену в 350 тисяч тонн. В другій половині 1990-х цей показник збільшили до 450 тисяч тонн, а у 2002-му — до 720 тисяч тонн.
Розрахована на більш важку сировину установка G4 також могла продукувати 180 тисяч тонн пропілену та 71 тисячу тонн бутадієну, тоді як випуск пропілену на KG (вже після модернізації 2002 року) становив до 220 тисяч тонн.
Частина продукованих на майданчику в Гренджмуті олефінів використовувалась тут же для полімеризації. Так, станом на кінець 1990-х працювало дві лінії поліетилену високої щільності загальною потужністю 285 тисяч тонн та лінія лінійного поліетилену низької щільності, розрахована на випуск 160 тисяч тонн. Всі вони  були закриті протягом наступного десятиліття, водночас у 2000-му запустили сучасну лінію лінійного поліетилену низької щільності потужністю 300 тисяч тонн. Станом на 2019 рік її показник становив 330 тисяч тонн, крім того, на майданчику продукували 285 тисяч тонн поліпропілену.
Окрім полімеризації, етилен використовували для виробництва етанолу (потужність відповідного заводу збільшили у 2002-му в 1,5 раза, до 300 тисяч тонн).
Варто також відзначити, що завдяки створеній у країні системі етиленопроводів гренджмутський майданчик сполучений з іншими виробниками та споживачами етилену. Так, у 1979 році по трубопроводу Вілтон — Гренджмут сюди почалась подача олефіна із тільки-но введеної в експлуатацію вілтонської установки парового крекінгу, одним із співвласників якої була BP (вона ж розвивала майданчик у Гренджмуті до його продажу в 2005-му компанії INEOS). А вже у 1985-му до Гренджмута вивели короткий етиленопровід від Моссморан-Файф, де почало роботу ще одне піролізне виробництво, після чого ділянку Вілтон — Гренеджмут перевели у реверсний режим. Нарешті, на початку 1990-х із Гренджмута в район Манчестера проклали етиленопровід NWEP.
За півтора десятка років після запуску установки KG падіння видобутку на родовищах Північного моря призвело до нестачі сировини, що змусило в 2008-му закрити одну з двох ліній. Втім, невдовзі завдяки «сланцевій революції» в США на ринку з'явився великий ресурс етану. INEOS взяла курс на використання цієї можливості та зафрахтувала на довгостроковій основі флот із восьми нових етановозів, котрі повинні здійснювати трансатлантичні перевезення для її заводів у Гренджмуті та норвезькому Рафнесі. У вересні 2016-го танкер INEOS Insight доставив з Техаса у Гренджмут першу партію етану, для зберігання якого тут спорудили резервуар об'ємом 60 тис. м3. Окрім забезпечення місцевого майданчика, запроектували можливість подачі цього газу по реверсованому етанопроводу до Массморан-Файф.
Поява достатньої кількості сировини для KG дозволила вивести з експлуатації розраховану на споживання газового бензину установку G4. Станом на кінець 2010-х потужність KG рахується на рівні 760 тисяч тонн етилену та 190 тисяч тонн пропілену. При цьому із закриттям G4 вивели з експлуатації установки вилучення бутадієну та бензола (остання мала річну потужність по цьому ароматичному вуглеводню на рівні 250 тисяч тонн).
Для забезпечення роботи майданчика в 2001-му ввели в експлуатацію власну ТЕЦ, котра може продукувати на годину 230 тонн пара та має електричну потужність 130 МВт.